# It Hurts (Enter Shikari)
It Hurts è un singolo del gruppo musicale britannico Enter Shikari, pubblicato il 9 febbraio 2023 come secondo estratto dal settimo album in studio A Kiss for the Whole World.

## Descrizione
Il cantante Rou Reynolds ha dichiarato di aver sognato melodia, ritornello e accordi durante una notte, e di aver elaborato il resto della canzone grazie a questo sogno. Lo stesso Reynolds ha descritto così il significato del brano:
Nel brano sono principalmente presenti sonorità ed elementi electronicore, dance e hip hop.

## Video musicale
Il video ufficiale del brano, diretto da Rou Reynolds e prodotto da Lily Roberts per Kode, è stato pubblicato il 16 febbraio 2023.

## Tracce
Testi di Rou Reynolds, musiche degli Enter Shikari.
1. It Hurts – 3:18

## Formazione
Gruppo
- Rou Reynolds – voce, sintetizzatore, programmazione
- Rory Clewlow – chitarra, programmazione, cori
- Chris Batten – basso, sintetizzatore, voce secondaria
- Rob Rolfe – batteria, programmazione

Altri musicisti
- Cody Frost – cori